# Don Bluth
Don Bluth, właśc. Donald Virgil Bluth (ur. 13 września 1937 w El Paso) – amerykański reżyser, scenarzysta, producent i ilustrator irlandzkiego pochodzenia.

## Filmografia

### Reżyseria
- The Small One (1978)
- Banjo the Woodpile Cat (1979)
- Tajemnica IZBY (1982)
- Amerykańska opowieść (1986)
- Pradawny ląd (1988)
- Wszystkie psy idą do nieba (1989)
- Powrót króla rock and „rulla” (1991)
- Calineczka (1994)
- Troll w Nowym Jorku (1994)
- Zakochany pingwin (1995)
- Anastazja (1997)
- Bartok wspaniały (1999)
- Titan – Nowa Ziemia (2000)

### Animacja
- Śpiąca królewna (1959)
- Robin Hood (1973)
- Kubuś Puchatek i rozbrykany Tygrys (1974)
- Przygody Kubusia Puchatka (1977)
- Bernard i Bianka (1977)
- Pete’s Dragon (1977)
- Xanadu (1980)
- Lis i Pies (1981)
- Mary (teledysk Scissor Sisters, 2004)

### Gry komputerowe
- Dragon’s Lair (1983)
- Space Ace (1983)
- Dragon’s Lair II: Time Warp (1991)